# Wee Patola
Wee Patola is een bestuurslaag in het regentschap West-Soemba van de provincie Oost-Nusa Tenggara, Indonesië. Wee Patola telt 894 inwoners (volkstelling 2010).